# Litoria burrowsi
Espèce
Synonymes
- Hyla burrowsi Scott, 1942
- Litoria burrowsae (Scott, 1942)

Statut de conservation UICN

 LC  : Préoccupation mineure
Litoria burrowsi est une espèce d'amphibiens de la famille des Pelodryadidae.

## Répartition

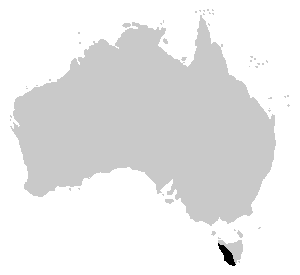
Distribution

Cette espèce est endémique de Tasmanie en Australie. Elle se rencontre dans l'ouest de l'île.

## Description
Les mâles mesurent de 48 à 53 mm et les femelles de 50 à 60 mm.

## Étymologie
Cette espèce est nommée en l'honneur de mademoiselle M. Burrows.

## Publication originale
- Scott, 1942 : A new Hyla from Cradle Valley, Tasmania. Records of the Queen Victoria Museum, vol. 1, no 1, p. 5-11.